# كونتوليون تورنيكيوس
كونتوليون تورنيكيوس كان كتبانًا على إيطاليا من مايو إلى سبتمبر 1017. كان في الأصل جنرالًا في سيفالونيا. بوصفه جنرالًا رافق الكتبان ميزاردونايتس إلى بوليا عام 1011. بعد وفاة ميزاردونايتس في 1016 رشح تورنيكيوس ليستلم مكانه. بعد هزيمة تورنيكيوس أمام ميلوس من باري في عدة معارك خلال التمرد اللومباردي أعفي من منصبه ليستلم باسيل بويوانس كتبانة إيطاليا.